# Флирт

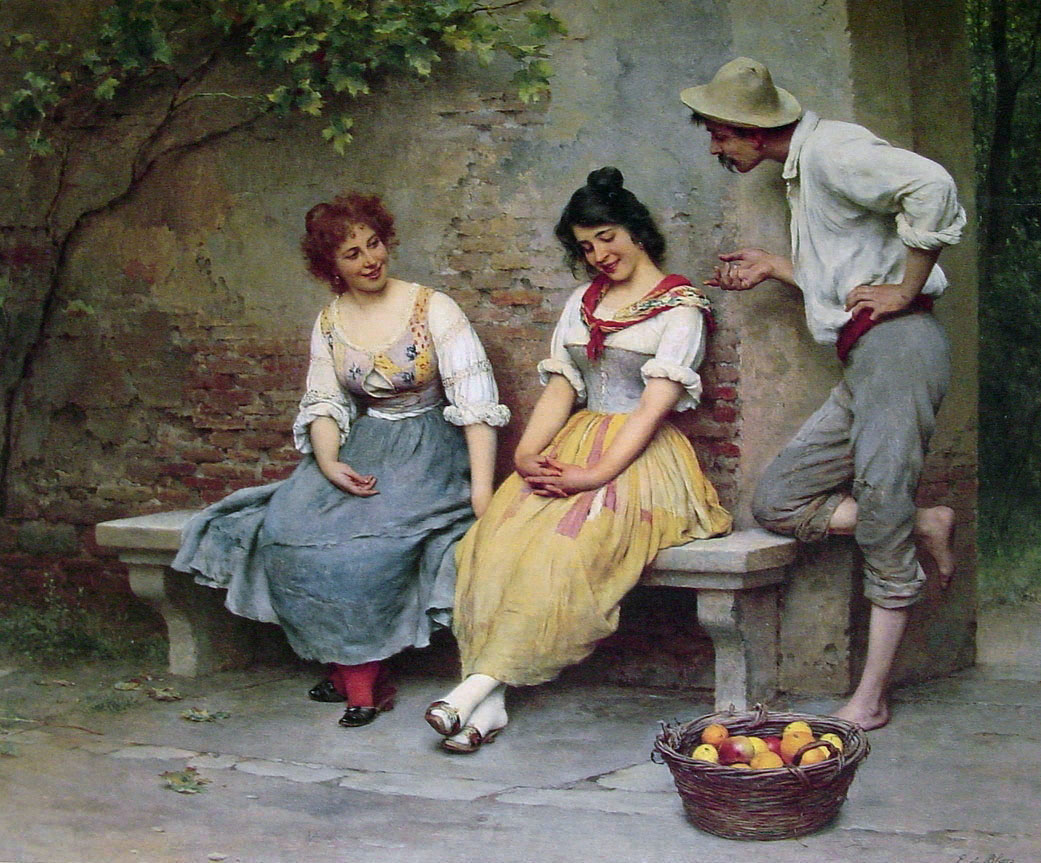
Эжен де Блаас. «Флирт» (1905)

Фли́рт или коке́тство (англ. flirt) — форма социального и сексуального поведения, включающая язык тела, устное или письменное общение между людьми. Он используется для выражения интереса к более глубоким отношениям и развлечениям. Человек может флиртовать, демонстрируя желание увеличить близость, часто через игривость, иронию или двусмысленность.
По мнению исследователя невербальной коммуникации Дэвида Б. Гивенса (англ. David B. Givens), флирт состоит преимущественно из невербальных сигналов. Благодаря большей неоднозначности, сигналы тела позволяют передать сексуальный интерес, не подвергаясь риску унижения в случае отказа.
Флирт может отличаться в разных культурах. Например, специалист по межличностным отношениям Пауль Вацлавик считает, что ухаживание и в американской, и в британской культурах состоит примерно из 30 шагов, «от первого зрительного контакта до секса», но их порядок отличен: если в США поцелуй — признак лёгкого флирта, один из ранних шагов, то для британцев это признак более тесного контакта.

## Происхождение слова
Слово «флирт» происходит от англ. flirt МФА: [flɜːt] — «ухаживание, кокетство, любовная игра». В английский язык оно пришло из старофр. fleurette, где первоначально означало цветок, из-за заигрывания с цветками. Далее происхождение ведёт к лат. florem — «цветок».

## Признаки

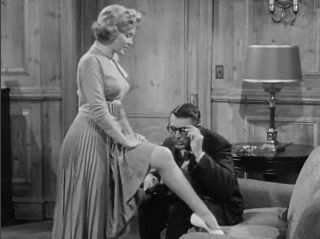
Мисс Лорел (Мэрилин Монро) флиртует с доктором Фултоном (Кэри Грант) в фильме «Обезьяньи проделки»

По мнению киберпсихолога Моники Т. Уитти (англ. Monica T. Whitty), сигналы флирта делятся на связанные с жестами, взглядом, интонацией, расстоянием между людьми и прикосновениями, а также внешним видом и запахом человека. У женщин жесты при флирте включают в себя поправление волос, при котором лицо направлено вниз и шея выставлена без защиты, облизывание или надувание губ, а также улыбку и смех. При флирте у людей проявляются расширение зрачков, опущенный взгляд, короткие бросания взгляда на собеседника, моргание. Люди становятся более оживлёнными, чаще смеются, меньше молчат и проявляют больше интереса друг к другу. Флиртующие наклоняются друг к другу и копируют положение тела и жесты, а также скрещивают ноги в направлении собеседника, могут также прикасаться друг к другу.